# Acanthochitona roseojugum
Acanthochitona roseojugum is een keverslakkensoort uit de familie van de Acanthochitonidae. De wetenschappelijke naam van de soort is voor het eerst geldig gepubliceerd in 1988 door Lyons.